# Nesvačily
Nesvačily (en allemand : Neswatschil) est une commune du district de Beroun, dans la région de Bohême-Centrale, en République tchèque. Sa population s'élevait à 169 habitants en 2020.

## Géographie
Nesvačily se trouve à 10 km au sud-sud-est de Beroun et à 32 km au sud-ouest du centre de Prague.
La commune est limitée par Vinařice au nord-ouest, par Liteň au nord-est, par Skuhrov au sud-est, par Podbrdy au sud, et par Všeradice au sud-ouest.

## Histoire
La première mention écrite de la localité date de 1320.